# Lear (Drama)

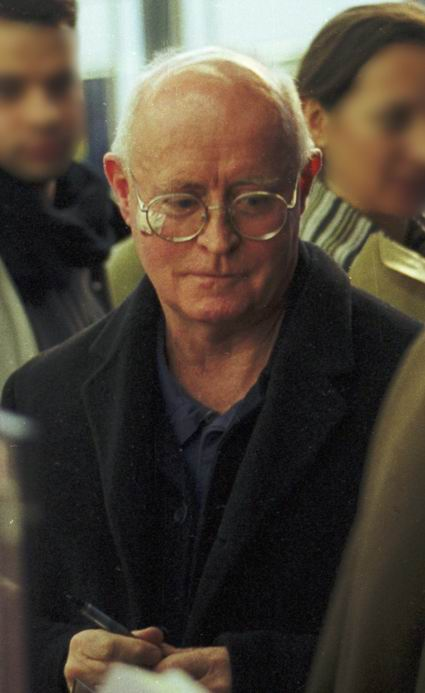
Edward Bond (2001)

Lear ist ein dramatisches Werk des britischen Schriftstellers und Dramatikers Edward Bond, das am 29. September 1971 am Royal Court Theatre in London unter der Regie von William Gaskill uraufgeführt wurde. Das Werk wurde im Londoner Methuen-Verlag 1972 in Buchform veröffentlicht und ist seitdem in mehreren Neuauflagen erschienen. Lear wurde auch in den zweiten Band der gesammelten Bühnenwerke Bonds sowie in verschiedene Dramen-Anthologien aufgenommen. Die deutsche Übersetzung von Christian Enzensberger erschien 1972 im Suhrkamp Verlag unter demselben Titel und wurde ebenfalls mehrfach neu aufgelegt. Im Herbst 1972 wurde das Stück erstmals in der Frankfurter Inszenierung von Peter Palitzsch auf deutschen Bühnen gespielt.
Bonds Stück gilt allgemein als moderner „Anti-Lear“ aufgrund der beabsichtigten kritischen Auseinandersetzung des Verfassers mit dem einflussreichen Shakespeare’schen Vorbild. Trotz diverser Impulse aus der Vorlage oder unterschiedlicher Anspielungen auf stoffliche und thematische Motive in Shakespeares Tragödie ist die Verkehrung von dessen König Lear in sein Gegenbild bei Bond jedoch keine bloße epigonenhafte Imitation oder aktualisierte Adaption der Vorlage, sondern stellt eine unabhängige dramatische Neugestaltung dar. Die grundlegenden Unterschiede zu Shakespeare zeigen sich nicht nur im Handlungsablauf und in der Figurenkonzeption, sondern gleichermaßen in der zentralen Thematik, der Form- und Sprechgebung sowie der spezifischen Wirkweise der Bondschen Dramatik.
Seit seiner Erstaufführung gehört Bonds Lear zu den Klassikern des europäischen Dramas der Gegenwart und steht bis heute weltweit, auch im deutschsprachigen Raum, als fester Bestandteil auf dem Spielplan zahlreicher Bühnen.
Geprägt durch quasi-allegorische Abstraktionen und die bis zum Äußersten gesteigerte Sinnlichkeit physischer Gewalt fasst das Werk wichtige Tendenzen, Konzepte und Einflüsse des modernen Nachkriegstheaters in sich zusammen, um exemplarisch in modellhafter Form das zeitlose Entstehungs- und Wirkungsprinzip von Gewalt und Gegengewalt (violence) und die damit verbundene Denaturierung des Menschen aufzuzeigen. Mit der Veranschaulichung der Deformation und Selbstzerstörung der psychischen und sozialen Existenz des Menschen durch die institutionell in der gesellschaftlichen Moral bedingte Aggression und Brutalität zielt Bonds Werk zugleich auf eine sozialkritische Analyse bestehender Gesellschafts- und Machtstrukturen.

## Inhaltsangabe

### Erster Akt
Zu Beginn des Stücks inspiziert Lear als königlicher Herrscher seines Reiches in Begleitung seiner beiden Töchter den Fortgang der Arbeiten an der Großen Mauer, deren Errichtung er in Auftrag gegeben hat, um sein Land dauerhaft gegen alle Angriffe von außen zu sichern und für Frieden zu sorgen. Zum augenblicklichen Zeitpunkt soll der forcierte Bau der Mauer vor allem vor der Bedrohung durch Lears mutmaßliche Feinde, die Herzöge von North und Cornwall, schützen.
Nach einem tödlich verlaufenden Arbeitsunfall fürchtet Lear um die Disziplin der Arbeiter, die unter unmenschlichen Bedingungen arbeiten, und will ein Exempel statuieren, um die Fortführung der Arbeiten an der Mauer sicherzustellen und weiter zu beschleunigen. Er wählt einen der anderen Männer willkürlich aus, beschuldigt ihn der Sabotage und erschießt den völlig unschuldigen Arbeiter. Bodice und Fontanelle, die das Herrschaftsverhalten ihres Vaters ohnehin für falsch oder absurd halten, protestieren daraufhin und distanzieren sich von Vater. Bereits kurz zuvor haben sie ihn über ihre Pläne in Kenntnis gesetzt, sich mit den Herzögen von North und Cornwall zu verbünden und sie zu heiraten.
Es bricht ein Bürgerkrieg aus zwischen Lear auf der einen Seite und den Herzögen und Lears Töchtern auf der anderen Seite. Bodice und Fontanelle als neue Herzoginnen sind in ihrer Ehe beide jedoch schnell frustriert von ihren Ehemännern, die sich als impotent erwiesen und die sexuellen Begierden ihrer Frauen nicht befriedigen können. Die beiden Schwestern planen bereits unabhängig voneinander, jeweils ihren Ehemann sowie die eigene Schwester umzubringen, um anschließend General Warrington, den militärischen Befehlshaber Lears, zu heiraten und mit dessen Hilfe im Krieg gegen Lear den Sieg zu erringen und so allein an die Macht zu kommen. In einer komisch wirkenden Aneinanderreihung zweier Seitenauftritte von Bodice und Fontanelle schreiben dabei beide unabhängig voneinander ähnlich lautende Briefe an Warrington, in denen sie diesen jeweils bedrängen, sowohl an Lear als auch an der eigenen Schwester Verrat zu üben. Zugleich bringen sie in ihren Briefen gleichermaßen ihre jeweilige sexuelle Enttäuschung zum Ausdruck, verbunden mit der Absicht, den eigenen Ehemann umzubringen, um anschließend Warrington heiraten zu können.
Die von Bodice und Fontanelle geplanten Ehen mit Warrington sind zum Scheitern verurteilt. Obwohl es ihnen nicht gelingt, sich ihrer Ehemänner zu entledigen, erringen die beiden Schwestern dennoch den militärischen Sieg im Krieg gegen ihren Vater. Lears General Warrington überlebt den Krieg. Da er nun jedoch zu viel über sie weiß, lassen Bodice und Fontanelle ihn bestialisch foltern und verstümmeln, um ihn zum Schweigen zu bringen. Während der für sie berauschenden Folterszene steigert sich Fontanelle in einen Anfall sadistischer Raserei, wohingegen ihre Schwester Bodice strickt und voller Faszination zusieht, ohne in irgendeiner Weise Mitgefühl oder menschliche Anteilnahme zu zeigen.
Der entmachtete Lear ist gezwungen zu fliehen und irrt mittlerweile durch die Wälder und die freie Natur. Schließlich findet er Nahrung und Unterkunft in dem ländlich gelegenen Haus des Totengräbersohnes und dessen Frau, der Tochter eines Priesters, die – wie erst an späterer Stelle bekannt wird – den Namen Cordelia trägt. Der namenlos verbleibende Totengräbersohn berichtet von seinem friedlichen, pastoralen Leben und bietet Lear an, als Schweinehirt bei ihnen zu bleiben.
Warrington, der durch das Ausschneiden seiner Zunge und das Zerstechen seiner Ohren während seiner Folterung nunmehr taubstumm geworden ist, streift umher und wird ebenso von dem mitfühlenden Totengräbersohn außerhalb des Hauses mit Brot und Wasser versorgt, während Cordelia sich vor den zwei schmutzigen alten Männern ekelt und sich bedroht fühlt. Während alle schlafen, dringt Warrington in das Haus ein und versucht Lear zu erstechen. Er scheitert jedoch und muss sich in dem Brunnenschacht des Hofes verstecken.
Ein befreundeter Schreiner erscheint, der in Cordelia verliebt ist. Er bringt eine Krippe für Cordelia mit, die ein Kind erwartet. Deren Ehemann schaut nach dem schmutzigen Wasser in dem Brunnen, über das seine Frau sich beklagt hat, und entdeckt den toten Warrington, der sich bei dem Fall in den Brunnenschacht das Genick gebrochen hat.
Das bislang eher idyllische Leben Lears auf dem Hof des Totengräbersohnes findet jäh ein Ende, als Soldaten von Bodice und Fontanelle, die auf der Suche nach Lear sind, eindringen. Die Soldaten erschießen den jungen Sohn des Totengräbers. Sie vergewaltigen auf äußerst brutale Weise seine Frau Cordelia, deren Name an dieser Stelle das erste Mal im Todesschrei ihres Mannes ertönt, töten ihr ungeborenes Kind im Leib und vernichten Hof und Vieh. Der Schreiner, der zuvor fortgegangen war, um Werkzeug zu holen, kommt zurück und erschießt seinerseits die mordenden Soldaten.

### Zweiter Akt
Lear kehrt in sein früheres Königreich zurück. Bodice und Fontalle führen einen politischen Schauprozess mit bestochenen Zeugen und vorgefertigtem Urteil gegen ihren Vater durch. Der Richter erklärt Lear, der zunehmend verwirrt ist, für verrückt und verurteilt ihn zu Kerkerhaft. In einem Spiegel erblickt Lear während des Prozesses das erste Mal „ein in einem Käfig eingesperrtes Tier“. Im Kerker erscheint ihm der Geist des ermordeten Totengräbersohnes und tröstet ihn. Auf Lears Bitte hin lässt der tote Totengräbersohn in einem Erinnerungsbild die Geister der beiden Schwestern Bodice und Fontanelle als kleine unschuldige Mädchen erscheinen. Bei ihrem Anblick gewinnt Lear zunächst als erste Ahnung die Einsicht, dass er selber in der repressiven Erziehung seiner beiden Töchter Schuld auf sich geladen hat und sie durch das Versagen ihrer natürlichen Bedürfnisse und die Einschnürung in vorgeprägte soziale Konventionen zu dem gemacht hat, was sie nun sind.
Inzwischen regieren die beiden Schwestern als alleinige Machthaber. Allerdings wird ihre Schreckensherrschaft bereits bedroht durch einen neuerlichen Aufstand und Bürgerkrieg. Cordelia, deren Name fortan mit der Volkserhebung verbunden ist, und der Schreiner führen eine revolutionäre Bewegung an, die einen gnadenlosen Guerillakrieg gegen die Regierungsarmee beginnt. Die Revolutionäre nehmen Fontanelle gefangen und erschießen sie vor den Augen ihres Vaters. In dessen Anwesenheit lassen sie den Leichnam Fontanelles obduzieren. Als Lear in das Innere des toten Körpers seiner Tochter blickt, bewundert er voller Hingabe die „innere“ Schönheit von Fontanelle.
Lears eigener Erkenntnisweg setzt sich an dieser Stelle fort mit der an sich selbst gerichteten Frage: “Did I make this and destroy it?” (dt.: „Habe ich dies geschaffen und es zerstört?“).
Seine zweite Tochter Bodice wird ebenfalls von Cordelias Guerillakämpfern aufgegriffen und danach erstochen. Im Unterschied zu seinen Töchtern kommt Lear dagegen mit dem Leben davon. Er wird jedoch von einem geltungsbedürftigen Arzt, der ehemals sein Mitgefangener war, im Auftrag der neuen Machthaber geblendet. Bei dieser Blendung Lears kommt ein neuartiges, besonders hygienisch und effizient arbeitendes medizinisches Gerät zum Einsatz, mit dessen Hilfe seine Augäpfel unbeschädigt aus dem Kopf herausgetrennt werden können. Als Blinder wankt Lear ins Freie, wobei der Geist des Totengräbersohnes ihn weiterhin begleitet.

### Dritter Akt
In dem Haus des Totengräbersohnes leben nun Susan, Thomas und John. Sie kümmern sich um den geblendeten Lear, dem mehr und mehr bewusst wird, dass seine Einsicht in die eigene Schuld und die Bewusstwerdung des Mechanismus von Gewalt und Gegengewalt unzureichend sind. Obwohl seine Freunde sich widersetzen, nimmt er Opfer der neuen revolutionären Machthaber unter der Führung von Cordelia auf und gewährt ihnen Zuflucht. Die Zahl der Besucher wächst beständig und Lear predigt in dunklen Bildern und Parabeln vor zunehmend größeren Ansammlungen von Menschen, die unter dem neuen Regime leiden. Dadurch wird er für Cordelia zu einer politischen Bedrohung, die ihre Macht mit einer blutigen Säuberungsaktion festigen und ihre Herrschaft durch den Weiterbau der Großen Mauer auch für die Zukunft sichern will. Sie warnt Lear eindringlich und versucht ihn davon zu überzeugen, dass durch ihr revolutionäres Handeln „die neue Gesellschaft“ Realität werde, die Lear sich nur als träumerische Zukunftsvision eines utopischen Friedensstaates in Gedanken vorstellen könne. In dieser Auseinandersetzung zwischen Cordelia und Lear, die eine der Kernstellen des Dramas bildet, kommen Bonds eigene Auffassungen von der unausweichlichen Destruktivität und Eigendynamik des sich stets wiederholenden Kreislaufs der Gewalt und Gegengewalt in dramatisch pointierter Form zum Ausdruck.
Der Geist des Totengräbersohnes möchte Lear vergeblich daran hindern, durch eigenes tatkräftiges Handeln ein Zeichen des Widerstands zu setzen, und stirbt, nachdem er sich zunehmend aufgelöst hat, ein zweites Mal. Das Stück endet mit einem letztlich nur noch symbolischen Akt Lears, als er beginnt, die von ihm anfangs selber in Auftrag gegebene Große Mauer mit einigen Schaufeln voll Erde abzutragen. Dabei wird er in der Schlussszene von einem jungen Offizier des neuen Regimes erschossen.

## Interpretationsansatz

### Gestaltungsform und Thematik
Der Handlungsablauf des Stückes bleibt aufgrund seiner starken Schematisierung trotz des relativ großen Figurenensembles von über 70 Rollen für das Publikum stets überschaubar. Die drei Akte des Werkes entsprechen dabei nicht nur den wesentlichen Stationen in der Entwicklung und dem Erkenntnisprozess der Titelfigur, sondern korrespondieren im Wesentlichen auch mit den drei sich jeweils ablösenden Regimen der Töchter Lears, Bodice und Fontanelle, sowie Cordelias, der Tochter eines Priesters. Das Stück spielt an einem nicht näher bestimmten Schauplatz zu einer nicht genau festgelegten Zeit. Einzig das Auftreten des Herzog von North und seines südlichen Gegenstücks, des Herzogs von Cornwall, deuten vage auf eine mögliche Lokalisierung des Geschehens. Der Zeitraum lässt sich demgegenüber nicht einmal grob umreißen; neben archaischen Elementen oder Verweisen etwa auf eine offensichtlich feudale Herrschaftsstruktur zu Beginn enthält das Werk ebenso diverse anachronistische Anspielungen auf das moderne Zeitalter, beispielsweise auf die gegenwärtige medizinische Technologie in der Blendungsszene Lears am Ende des zweiten Aktes oder die eingesetzten hochentwickelten Feuerwaffen und Gewehre der Soldaten. Ebenso verweisen der revolutionäre Volksaufstand unter der Führung von Cordelia als Repräsentantin des Volkes und die nachfolgende Errichtung eines despotischen Zwangssystems auf historische Parallelen in der neueren Geschichte. Gleichsam modelltypisch werden archaische Entstehung und gegenwartstypische Prozesse oder Strukturen derart im gesamten Stück miteinander verwoben, dass im Ganzen das komplexe Bild eines ahistorischen sozialen Systemzusammenhangs erzeugt wird.
Auch der Sprachgebrauch der dramatischen Figuren wechselt zwischen eher altertümlichen Ausdrucksweisen, rhetorisch stilisierten Sprachformen und moderner Umgangssprache mit Wortzusammenziehungen, Wortverstümmelungen oder krassen Übertreibungen und Obszönitäten. Der jeweilige Sprachgebrauch spiegelt dabei keineswegs die soziale Stellung der Dramenfiguren; die ordinäre oder obszöne Vulgärsprache wird nicht nur von den plündernden und mordenden Soldaten verwendet, sondern gleichermaßen von den Königstöchtern Bodice und Fontanelle, beispielsweise wenn sie über den lästigen Geschlechtsverkehr mit ihren Ehemännern lamentieren oder sich der Vorstellung einer Befriedigung durch ihre Diener und Werkzeuge hingeben. Ebenso werden in Szene I, 7 die Opfer der brutalen Gewalttaten mit einer Fülle von Obszönitäten verunglimpft. Die Korrumpierung der Alltagssprache wird von Bond so als Zeichen der zerstörten Humanität genutzt, um die nicht mehr zu überbietende psychische und physische Verderbtheit angemessen zum Ausdruck zu bringen. Dem entspricht die Korrumpierung der Fachsprachen. Die juristische Fachterminologie dient im Wesentlichen dazu, eklatantes Unrecht durch den Deckmantel einer scheinbaren Rechtsordnung zu legitimieren; die medizinische Fachsprache wird genutzt, um abscheuliche Verbrechen und Grausamkeiten durch den Anschein wissenschaftlich exakt und zuverlässig ablaufender Experimente zu maskieren.
Auffällig ist von Anfang an der Titel des Dramas mit seiner Anspielung auf den Shakespeare’schen Klassiker des King Lear. Die derart beim Rezipienten geweckten Erwartungen einer modernisierten Adaption der großen Tragödie Shakespeares werden jedoch nicht erfüllt. Die gänzlich andersartige Handlungsführung, Figurenkonzeption, thematische Fokussierung und völlig unterschiedliche dramatische Wirkweise der locker-episodischen Aneinanderreihung bildhaft-allegorischen Einzelszenen in Bonds Werk zeigen von vornherein, dass es keineswegs das vorrangige Anliegen des Verfassers ist, in seinem Stück die Shakespearesche Tragödie mittels einer aktualisierten Aneignung in die Gegenwart zu übertragen.
Die Andersartigkeit in nahezu allen Bereichen und hohe Eigenständigkeit seines Lear deuten vielmehr darauf, dass es dem Dramatiker Bond um eine grundlegende Abwendung von der klassischen Folie Shakespeares geht. Auch in seinen eigenen Aussagen betont Bond an verschiedenen Stellen seine Intention einer sowohl programmatischen wie auch kritischen Auseinandersetzung mit dem immer noch wirkungsvollen klassischen Vorbild, dem er allerdings die Geltungskraft für das heutige Zeitalter abspricht.
Unverkennbar ist in Bonds Lear vor allem die schockierende Anhäufung äußerst sinnlich dargebotener Gewalttätigkeiten und Grausamkeiten, die gleichsam mit modellhafter Strenge die verselbständigte Eigendynamik eines sich stets wiederholenden Kreislaufs von Gewalt und Gegengewalt veranschaulicht, der zur (Selbst-)Entfremdung, Unterdrückung und Pervertierung der natürlichen Bedürfnisse des Menschen in einer repressiven Gesellschaftsordnung führt.
Die auf der Bühne bis ins Detail schaurig ausgespielten, zunächst willkürlich erscheinenden Gewaltsamkeiten sind dabei für Bond indes kein Selbstzweck, sondern dienen in gleichsam zeitloser Abstraktion der Selbstdarstellung eines gesellschaftlichen, politischen und moralischen Systems, in dem die Gewalt, die vom staatlichen Machtapparat oder technokratischem System sowie von der repressiven Moral und Justiz ausgeht, aggressive Gegenreaktionen der betroffenen Opfer und damit eine niemals endende Kette neuer Gewalttätigkeit hervorruft. Erst die Einsicht in den Mechanismus dieser Wirkprinzipien von Aggression und Gewalt bietet eine – wenngleich geringe und möglicherweise nur utopische – Chance zur Veränderung.
Die Eigenheit von Bonds Lear zeigt sich pointiert in der szenischen Abfolge von Einzelbildern oder Tableaus, so etwa in den Gerichts-, Gefängnis- und Folterszenen, welche die Vorstellung von Gerechtigkeit parodieren, aber ebenso in den pastoralen Szenen, deren scheinbare Idylle sowohl von innen als auch von außen bedroht ist. Charakteristisch ist dabei zugleich Bonds Vorgehen, diesen szenischen Einzelbildern in Lear ihre räumliche oder zeitliche Konkretheit zu entziehen und sie stattdessen mit archetypischen, historischen oder pseudo-historischen, teilweise auch anachronistischen oder parodistisch verfremdeten Elementen zu versehen. Durch die gleichzeitige realistische Ausmalung dieser Szenen mit einer Rückübertragung abstrakter Entfremdungszeichen in konkrete Handlungsbilder entsteht auf diese Weise ein Spannungsverhältnis, das die Spezifika der dramatischen Wirkung des Stückes ausmacht.
Die Dramenstruktur in Lear wird allerdings nicht allein durch die auffällige Häufung gleichartiger Szenen geprägt, sondern gleichermaßen durch das Prinzip der antagonistischen Szenenreihung und der szenischen Verklammerung von Parallel- und Kontrastszenen zur Illustration des unheilvollen Wechselspiels von Gewalt und Gegengewalt. Der einsträngige zirkelhafte Aufbau des gesamten Dramas mit den Gestaltungsmitteln der Wiederholung und Variation dient vor allem der Intensivierung dieses thematischen Hauptmotivs.
In der Ausgestaltung der dramatischen Figuren verzichtet Bond dabei weitgehend auf eine individual-psychologische Charakterisierung oder Motivierung sowohl der Titelfigur als auch der übrigen Dramenfiguren, da es ihm in seinem Stück anders als in der Shakespeare’schen Folie nicht um die individuelle Tragödie einzelner Personen, sondern um das weitaus universellere Drama der Destruktivität menschlicher Gesellschaftsformationen geht, die auf einem ausweglosen Gewalt- und Vernichtungsmechanismus basieren.
Die im Titel anklingende Einlassung mit Shakespeare dient Bond vor allem dazu, die aus seiner Sicht verdeckte politische Substanz der Shakespeareschen Tragödie als gegenwartsbezogenes Problematik aufzuspüren, indem er in seinem Werk versucht, die bei Shakespeare unausgeführten Konsequenzen der tragischen Verblendung und fehlenden Einsicht in den eigentlichen Ursprung der Gewalt, die zur Deformation und Denaturierung des Menschen führt, in all ihrer Grundsätzlichkeit aufzuzeigen und auszuweiten. In dieser Hinsicht stellt Bonds Lear gleichzeitig eine Abrechnung mit dem Vorbild Shakespeares dar, das es Bond zufolge aus dem Weg zu räumen galt.

### Modellcharakter des Lear
Dem Werk liegt ein theoretisch-programmatisches Modellkonzept zugrunde, das Edward Bond ausführlich in dem Vorwort zu Lear sowie in zahlreichen Interviews erläutert hat.
Im Mittelpunkt von Bonds theoretischer Programmatik steht die Dialektik von sozialer Gewalt (“violence”) und individueller Aggression (“aggression”), welche die Struktur seines Lear als literarischem Artikulationsmodell determiniert.
Bond erläutert diese Dialektik im Wesentlichen wie folgt:
“society is held together by the aggression it creates, and men are not dangerously aggressive but our sort of society is. It creates aggression in these ways: first, it is basically unjust, and second it makes people live unnatural lives – both things which create a natural, biological aggressive response in the members of society. Society’s formal answer to this is socialized morality; but this is ... only another form of violence, and it must itself provoke more aggression. There is no way out for our sort of society, an unjust society must be violent. Any organization which denies the basic need for biological justice must become aggressive, even though it claims to be moral.”
Aus dieser These Bonds von der sich wechselseitig steigernden Gewalt in einer „unnatürlichen“ Gesellschaft ergibt sich für ihn als Dramatiker die zentrale Aufgabe, die psychologischen und sozialen Dimensionen der Gewalt in einer dramatisch überzeugenden Form aufeinander zu beziehen. So versucht er für die verschiedenen psychologischen, politischen und letztlich auch historischen Aspekte der Dialektik von “violence” und “aggression” einen einheitlichen Bezugsrahmen zu finden, der als Modell für deren dramatische Behandlung geeignet ist.
Die zentrale Polarität in diesem Modell bilden die Schlüsselbegriffe des „Biologischen“ bzw. „Natürlichen“ einerseits und der „sozialen Moral“ (“social morality”) andererseits. Nach Bonds Auffassung stellt die durchgängige Gewalttätigkeit, an der die Individuen in unserer Gesellschaft zugleich leiden, aber auch teilhaben, eine Perversion der ursprünglichen Natur des Menschen dar. Bond zufolge beschränken sich nahezu alle Tiere auf eine Gewalt, die ihren biologischen Bedürfnissen entspricht, sich jedoch so gut wie nie gegen ihre eigene Art richtet und zudem durch instinktive Schutzvorkehrungen wie die Verschonung des unterlegenen Rivalen entschärft ist. Das Tier reagiert aus Bonds Sicht nur aggressiv im menschlichen Sinne, wenn es unter unnatürlichen Bedingungen, beispielsweise in Gefangenschaft, zu leben gezwungen ist. Für Bond ergibt sich im Sinne der Verhaltensforschung hieraus mehr als eine Analogie für die menschliche Gesellschaft. Der Mensch wird gleichermaßen als Tier geboren und hat elementare biologische Bedürfnisse, zu denen für ihn als Vertreter einer höheren Spezies jedoch gleichermaßen kreative und intellektuelle Bedürfnisse gehören, nicht aber aggressive.
Ähnlich wie das geschundene Tier sieht sich nach Bonds weiterer Argumentation das unschuldige Kind in einer Gesellschaft gefangen, die nicht nur seine biologischen Grundbedürfnisse unerfüllt lässt, sondern diese teilweise sogar gewaltsam im Erziehungsprozess auf Grundlage der Normen und Werte der “social morality” austreiben lässt. In politischer Hinsicht sorgt diese Gesellschaftsmoral vor allem dafür, dass die bestehende Herrschaft und Macht einiger weniger Privilegierter erhalten und gegen den natürlichen Entfaltungsanspruch der großen Mehrheit der anderen gesichert wird. Historisch geht diese Wirkung der Gesellschaftsmoral Bond zufolge zurück bis in die graue Vorzeit der Jäger und Sammler, als einzelne Gesellschaftsmitglieder möglicherweise gezwungenermaßen infolge einer biologischen Krise Führungsaufgaben übernommen hatten, diese aber nach dem Entfall der biologischen Notwendigkeit nicht mehr preisgeben wollten. So erklärten sie jegliches Verhalten, das ihre Macht bedrohen könnte, zum Verbrechen und sorgten dafür, dass diese neue soziale Moral notfalls mit physischer Gewalt durchgesetzt wurde.
Diese so entstandene “morality” wirkte in der Evolution fort, ohne freilich den Opfern als solche noch bewusst zu bleiben. Vielmehr wurden durch den Erziehungs- oder nach Bond Disziplinierungsprozess der zunehmend repressiven Gesellschaft die geltenden herrschaftssichernden Werte und Normen den Gesellschaftsmitglieder von Geburt an aufgezwungen und von diesen internalisiert. Der Einzelne identifiziert sich nunmehr mit den destruktiven, selbstmörderischen Normen und verleugnet seine eigenen biologischen Bedürfnisse. Damit erlangt er jedoch keineswegs seinen inneren Frieden:
“So social morality is a form of corrupted innocence, and it is against the basic wishes of those who have been moralized in this way. It is a threat, a weapon used against their most fundamental desire for justice, without which they are unable to be happy. The aggressive response of such people has been smothered by social morality, but this only increases their tension. [...] Their morality is angry, because they are in conflict with themselves. Not merely divided, but fighting their own repressed need for justice with all the fear and hysteria of their original panic. But this isn’t something that is done once, in childhood or later; to go on living these people must murder themselves every day. Social morality is a form of suicide. Socially moralized people must act contemptuously and angrily to all liberalism, contentment and sexual freedom, because these are the things they are fighting in themselves. There is no way out for them – it is as if an animal was locked in a cage and then fed with the key.”
Die hier angedeutete Metaphorik des Tiers im Käfig wird in Lear aufgenommen und in vielfältiger Form variiert. So vergleicht etwa der entmachtete Lear sich selber in den Gerichts- und Gefängnisszenen zu Beginn des zweiten Aktes voller Erschütterung und in voller Bewusstheit seiner eigenen Hilflosigkeit mit einem eingesperrten Tier im Käfig. In der Parabel, die Lear zu Beginn des dritten Aktes im Kreise seiner letzten, ebenfalls zum Untergang verdammten Anhänger vorträgt, nimmt er das Sinnbild des gefangenen Tiers erneut auf zur Verdeutlichung der Zerstörung der menschlichen Natur und der Vernichtung jeglichen Lebenswertes durch die Einsperrung und damit verbundene Entmündigung.
Als symbolisches Sinnbild wird die Tiermetapher dabei, wie Gerd Stratmann in seiner Deutung des Lear ausführt, auf mehreren Ebenen des dramatischen Geschehens strukturell bedeutsam. Zunächst verweist sie auf den psychologischen Prozess: unter dem Druck der Erziehung wird das Individuum in den Käfig einer „angenommenen, biologisch aber gar nicht annehmbaren Moral gesperrt.“ Die ursprüngliche Panik des Kindes, das den psychischen Suizid beging, wird zwar verdrängt, bricht jedoch stets wieder aus, vor allem in Form von Aggressionen. Dies spiegelt sich auf der politischen Ebene in der andauernden Unterdrückung der individuellen Bedürfnisse durch die sozialen Ordnungen, primär zur Erhaltung der Macht und Privilegien der herrschenden Schicht. Bond selber verweist in diesem Zusammenhang ausdrücklich auf die Theorie der Entfremdung von Marx (Lear, Author’s Preface, LXII f.) Schließlich reproduziert sich der historische Entstehungsprozess in der alltäglichen Selbstzerstörung der Menschen auch in der heutigen Gesellschaft. Das Bild des eingesperrten Tieres, das vergeblich gegen die Gitter seines Käfigs stößt, verweist schließlich auf die Erinnerung an ein vorgeschichtliches „goldenes Zeitalter“ (“golden age”) des Friedens und der Gewaltlosigkeit, das bereits in einer Urgesellschaft zerstört wurde und dessen Pervertierung durch die heutige lebensfeindliche Technosphäre auf dem Höhepunkt angelangt ist.
Edward Bonds programmatisches Modell der Dialektik der sozialen Gewalt birgt, obwohl in der theoretischen Argumentation zunächst noch nicht direkt auf Literatur oder Drama bezogen, eine Symbolik in sich, die Eingang in seinen Lear findet und unterschiedliche abstrakte Zusammenhänge in einem geschlossenen Sinnbild zusammenfasst. Durch ihre vielfältigen Spiegelungen und Entsprechungen wird sie gleichsam zu einem ganz spezifischen dramatischen Artikulationsmodell. Geschichte wird in diesem Modell zu einem fortdauernden Kreislauf der Gewalt, der vor langer Zeit begann und der weder durch politische Reform- noch durch Revolutionsversuche zu durchbrechen ist. Obwohl nach Bonds Auffassung der Menschheit der Weg zurück in einen Zustand der noble savagery ebenso versperrt bleibt wie die gewaltsame Revolution einer Minderheit, betrachtet Bond sich selber dennoch als Optimisten. Die Aufgabe des Theaters ist es für ihn, durch Aufklärung über den Ursprung der Gewalt dazu beizutragen, den Menschen mittels eines Lernprozesses eine vielleicht nur winzige Chance zu geben, diesen geschichtlichen Teufelskreis von Gewalt und Gegengewalt zu durchbrechen.
Lear stellt in dieser Hinsicht ein Sprachrohr für die Kunstauffassung, die grundlegenden Thesen und das sozialpolitische Engagement des Autors dar. Werden die realen Machtverhältnisse erst einmal durchschaut, so kann dies die Einsicht in die hierdurch unterdrückten Regungen der Menschlichkeit initiieren und damit die Möglichkeit eröffnen, sie zu realisieren. In dem schlichten Mitleid sowie der Hilfsbereitschaft, die der entmachtete Lear dem anonymen Totengräbersohn gegenüber zeigt wie auch in Lears eigener Erkenntnis der inneren biologischen Schönheit die Menschen, die während der Autopsie seiner hingerichteten Tochter poetisch offenbart wird (“She sleeps like a lion and a lamb and a child. The things are so beautiful. I’m astonished. I have never seen anything so beautiful”, S. 59), liegt die optimistische Botschaft von Bonds Werk.

### Die Mauer als Zentralsymbol
Neben der Tiermetaphorik, die wie oben dargelegt eine Schlüsselrolle in dem Drama einnimmt, wird das Bild der Mauer zum beherrschenden Symbol in der gesamten Tragödie Bonds. Am Anfang des Stückes beginnt Lear mit deren forciertem Bau; das Werk endet mit Lears erfolglosen Versuch, den Weiterbau der Mauer zu verhindern: Der einstige Erbauer wird nun am Ende seines Erkenntnisprozesses in völliger Umkehr als deren Zerstörer gezeigt. Das dramatische Geschehen kreist zugleich im Verlauf des ganzen Stückes immer wieder um den Mauerbau. Als universelle und zugleich prägnante Metapher versinnbildlicht die Mauer von je her das menschliche Verlangen nach Schutz und Sicherheit, etwa in dem in Bildkunst und Literatur wie auch Homilie verbreiteten Bild des Paradies-Gartens oder auch dem Traum von der erzenen Mauer um England; historisch ruft es eine Fülle von Assoziationen auf von Festungsmauern und Gefängnismauern, beispielsweise von der Chinesischen Mauer bis hin zur Berliner Mauer.
Bond geht es allerdings nicht um einen realistisch gemeinten Mauerbau; gezielte Anspielungen vermeidet er sorgsam, um die Allgemeingültigkeit der Metapher nicht anzutasten. Stattdessen strebt er nach der symbolischen Verdeutlichung eines allgemeinen Prinzips, indem er die Strukturen der politischen Macht allgemein und deren Auswirkungen auf das menschliche Bewusstsein und Handeln bildhaft objektiviert. Als Lear sich vergeblich bemüht, sich aus den Verstrickungen der politischen Macht zu befreien, sieht er sich als Gefangener lebendig in der Mauer begraben (“There’s a wall everywhere. I’m buried alive in a wall”, S. 80). Zu Beginn des Stückes hatte er dagegen noch voller Verblendung erklärt, der Mauerbau werden die Menschen in seinem Reich frei machen (“My wall will make you free”, S. 3 f.). Die anfangs versprochene Freiheit vor äußerer Aggression bedeutet tatsächlich einzig Unfreiheit und Unterdrückung; paradoxerweise wird die Mauer in der Eingangsszene auf sumpfigem Gelände errichtet; das Bauholz rottet im Schlamm, die Arbeiter hausen in feuchten Hütten.
Die Mauer in Bonds Lear steht jedoch nicht nur symbolhaft für die politischen Macht, sondern darüber hinaus für die besondere Form der Beziehungen zwischen den Menschen in dem Drama. Der Bereich der zwischenmenschlichen Beziehungen wird durch die Mauer, die von den Personen oder Gesellschaften zunächst als vermeintlicher Schutzwall gegen Bedrohungen durch äußere Aggression gebaut wird, verhärtet und versteinert; sie trennt die Menschen voneinander und wird durch die Implikationen des aggressiven Ausgrenzens und Sich-Einmauerns zum bildhaften Inbegriff von Unfreiheit und Zerstörung. Als zentrales Element des Dramas verselbständigt sich der Mauerbau und erstarrt zu einer inhumanen Struktur, von der aus sich alle wesentlichen Aktionen und Reaktionen der Personen in dem Drama definieren. In dieser Hinsicht ist die Mauer in Lear nicht allein äußerer Handlungsschauplatz und symbolische Handlungskulisse, sondern wird Zapf zufolge gewissermaßen zu einem eigenen „Subjekt des Handlungsgeschehens“, das sich vermittelt über die verschiedenen äußeren Ereignisse stets in prinzipiell gleicher Form manifestiert. Über das ganze Stück hinweg erscheinen Mauer, Gefängniszelle, Gerichtssaal oder Käfig als sinnfällige Zeichen des Eingesperrtseins, das alle Menschen teilen.
Als handlungsbestimmendes Element in den Köpfen der Menschen verhindert die Mauer nach der Ausdeutung von Zapf sowohl „die Möglichkeit freiheitlich-individueller Entscheidung“ wie auch „das Zustandekommen konkreter Interaktionen“. Diese finden einzig in der utopisch-visionären Gegenhandlung statt mit der Entwicklung Lears zum Gegner des Mauerbaus und seiner Freundschaft mit dem Geist des Totengräberjungen. Der durch die Mauer geprägte, „realitätsbezogene“ Handlungsstrang bestimmt jedoch weitgehend die Handlungsstruktur der gesamten Tragödie und setzt sich gleichsam mit mechanischer Zwangsläufigkeit gegen die utopische Gegenhandlung durch, obwohl die idyllische „Landkommune“ Lears im dritten Akt zumindest kurzzeitig eine konkrete Handlungsalternative andeutet.
Das elementare Handlungsmuster des Bondschen Lear tritt schon in der ersten Szene des Dramas zutage: Der von einem Soldaten bewachte Handlungsort wird von den Utensilien des Mauerbaus beherrscht; ein durch einen Unfall getöteter Arbeiter wird auf die Bühne getragen und unter einer Plane versteckt, als Lear samt seinem Gefolge erscheint. Die Anteilnahme und das Mitgefühl der anderen Arbeiter werden sofort unterdrückt, um nicht die Weiterarbeit an der Mauer zu verzögern. Der Soldat und der Vorarbeiter, die beide gleichgültig über den Vorfall hinwegsehen, figurieren hier als „ausführende Organe, als anonyme Funktionäre des Mauerbaus“; dessen erstes Opfer bleibt ebenso anonym. Die menschlichen Akteure sind demgemäß austauschbar und erscheinen oder verschwinden, ohne Spuren zu hinterlassen, wobei ihr Verhalten gleichzeitig durch den Mauerbau oder das um ihn herum errichtete Handlungssystem definiert wird.
Auch Lear, der anscheinend als „handlungsmächtiges Individuum“ auftritt, ist zu einem Gefangenen des von ihm etablierten Handlungssystems geworden, ohne dass dies ihm an dieser Stelle bereits bewusst wird. Er ordnet die Exekution eines unschuldigen Arbeiters an, um so den Mauerbau zügig fortsetzen zu können. Damit wird die Gleichgültigkeit, die den Dramenbeginn prägt, zur ebenso indifferenten Gewaltanwendung gesteigert. Lears Handeln wird durch den vom Mauerbau ausgehenden eigentümlichen Zwang zur Gewaltanwendung diktiert; er will, obwohl er weiß, dass das Opfer unschuldig ist, zur Bekämpfung vermeintlich subversiver Kräfte ein Exempel statuieren; jene – so glaubt er in seiner Verblendung – wollen die Vollendung des Mauerbaus und damit die Verwirklichung der politischen Ziele sabotieren, die er mit seinem lebenslangen Projekt verbindet. Die Mauer hat sich auf diese Weise ideologisch gewissermaßen in Lears Kopf verselbständigt, steht zwischen ihm und den Arbeitern und macht ihn blind für den konkreten Menschen. Ironischerweise ist er dabei zugleich sich selbst gegenüber blind; bei der von ihm befohlenen Erschießung des Arbeiters stellt er sich unbewusst in die Schusslinie und deutet damit voraus auf seine spätere Wandlung vom Täter zum Opfer.
Die nachfolgende Rebellion der Töchter Lears gegen die despotische Willkürherrschaft ihres Vaters erweckt zwar anfänglich den Anschein von Mitgefühl und persönlichem Engagement für den Arbeiter (“Father, if you kill this man it will be an injustice”, S. 4) und lässt andeutungsweise eine Bewusstheit des Gefangenseins ihres Vaters in zwanghafte Feindbilder (“All these things are in your head”, S. 5) erkennen. Kurze Zeit später stellt sich ihr Verhalten jedoch als reines Vorspiel in dem beginnenden Machtkampf zwischen Lear und seinen Töchtern heraus; die destruktive Kraft des Gewaltkreislaufs setzt sich in dem anschließenden Gegenbefehl von Bodice unverändert fort (“I order you not to shoot this man. Our husbands will shoot anyone who shoots him”, S. 6). Nach Lears Lobrede auf die Mauer wird der unschuldige Arbeiter erschossen; in den Reaktionen der Töchter zeigt sich sodann die gleiche Indifferenz gegenüber dem Opfer wie bei Lear selber (“As it happens, no harm is done”, S. 8). Ihr Plan zum eigenen militärischen Angriff vor der Fertigstellung des Mauerbaus steht schon fest (“We must attack before the wall’s finished”, S. 8).
Bereits der Dramenanfang zeigt die Kettenreaktion von Gewalt und Gegengewalt, die durch den Mauerbau ausgelöst wird und in den verschiedenen aufeinanderfolgenden Machtsystemen sowohl unter dem Regime von Bodice und Fontanelle als auch unter der revolutionären Herrschaft von Cordelia sich fortsetzt. Alle Höhepunkte des dramatischen Geschehens in Lear wie beispielsweise die Folterung von Warrington, die Zerstörung der ländlichen Idylle am Ende des ersten Aktes, die Autopsie Fonantelles oder die Blendung Lears sind an keiner Stelle durch konkrete zwischenpersönliche Konflikte motiviert, sondern demonstrieren einzig das verselbständigte Machthandeln der jeweils Herrschenden, das von den konkreten Bedürfnissen oder Lebensinteressen der einzelnen Personen völlig losgelöst ist. Die Haupthandlung ist überwiegend durch die nicht endende Serie von montageartig verknüpften Gewalthandlungen gekennzeichnet; die Akteure sind austauschbare Gegner und Verbündete und wechseln ohne Unterlass ebenso wie Täter und Opfer. Aus wechselseitigen zwischenmenschlichen Interaktionen werden nahezu ausnahmslos einseitige Aktionen, so dass das dramatische Geschehen zu einer bloßen Aneinanderreihung von Manifestationen der institutionellen Gewalt und menschlichen Depravierung wird. Diese sind für die Betroffenen mit abrupten, häufig übergangslosen und zudem kaum durchschaubaren, aber unausweichlichen Schicksalswechseln verbunden.
Hubert Zapf betrachtet dieses Aktionsmodell des Lear, das in objektivierter Form in der Haupthandlung zum bestimmenden Element des Dramas wird, als Ausdruck der gehäuften Manifestation von Gewalt in einer abstrakt bleibenden Gesellschaft, ungeachtet der sich durchziehenden Verknüpfung mit archaischen oder pseudo-historischen Elementen, insbesondere im ersten Akt.
Obwohl die entscheidenden Akteure für ihr Handeln jeweils eine moralisch-ideologische Begründung vorbringen, erweist sich diese bei genauer Betrachtung jedes Mal als rein rhetorischer Schein und abstrakte Rechtfertigung ohne Bezug zum tatsächlichen Handeln. So macht Lears Freiheits- und Friedensideologie zu Beginn des Dramas ihn blind für die Widersprüche des Mauerbaus und die damit verbundenen Opfer. Gleiches gilt für den Wahrheitsanspruch der Zeugen im Gerichtsprozess gegen den gestürzten Lear, deren stereotyp wiederholte Beteuerung, die Wahrheit zu sagen, ebenso nichtig ist wie die Berufung des Old Councillor auf sein Gewissen nach dem Verrat an Lear (S. 34). Cordelia lässt nach der Revolution einen jugendlichen Gefangenen aus strategischem Kalkül heraus erschießen; ihre tröstende Erklärung: “When we have the power, these things won’t be necessary”, (S. 45) zur Legitimation der Gewalttat wird gleichermaßen durch ihre späteren Schreckensherrschaft demaskiert. Fontanelle beteuert, unmittelbar bevor sie das Todesurteil gegen ihren eigen Vater unterschreibt, niemals gegen ihr Gewissen zu handeln, was sich ebenso als rein höhnisch klingende rhetorische Verklärung ihres realen Handelns herausstellt.
Während diese moralisch-ideologische Komponente des in Lear dargestellten Modells des gesellschaftlichen Handelns eine sinngebende Interpretation der jeweiligen Handlungen per se desavouiert, verweist die militärische Komponente auf die institutionell bestimmte Ausführung des Handels. Die machtbezogenen Handlungsziele der jeweils herrschenden Akteure des gesellschaftlichen Systems erfordern zu ihrer Durchsetzung auf allen Ebenen einen charakteristischen Typus des Ausführungshandelns mit einem „verabsolutierten Mechanismus von Befehl und Gehorsam“ sowie einem „unpersönlichen Automatismus von Gewalt“. Einher geht damit eine Handlungsmaschinerie, deren stärkste Auswirkung das zwanghaft sich vollziehende gewaltsame Geschehen ist, ohne dass die Möglichkeit zu einer wirksamen individuellen Gegenwehr besteht. Die Akteure wechseln wiederum beständig; der Vollzug ihrer Handlungen trägt weitgehend mechanische, unpersönliche Züge und verkörpert in der Regel eine Extremform des außengesteuerten Verhaltens. So deutet das monoton sich wiederholende Auftreten der Soldaten und bürokratischen Befehlsempfänger gleichsam auf menschliche Automaten ohne eigene individuelle Identität.
Darüber hinaus lässt sich jenseits der ideologisch und militärisch bestimmten Aktionsstruktur eine weitere Dimension des von dem Mauerbau in Gang gesetzten Handlungsmodells des Lear erkennen, die im Verlauf des Dramas zunehmend an Gewicht gewinnt bis hin zur eigentlichen Entscheidungsinstanz. Diese Ebene lässt sich als administrativ-bürokratische einordnen. Als im engeren Sinne abstrakte Instanz sind in ihr der fehlende konkrete Wirklichkeitsbezug und die fehlenden konkreten zwischenmenschlichen Beziehungen besonders augenscheinlich. An zahlreichen Stellen bilden Papiere, Listen oder Formulare die Grundlage von Realitätsbestimmungen, allerdings oftmals ohne Bezug auf die eigentliche konkrete Erfahrungswelt. So ist etwa Bodice beim weiteren Bau der Mauer und Kriegsführung in der Zentrale ihres eigenen Handlungssystems den Zwängen der map unterworfen, auf die sich das eigentliche Kriegsgeschehen weitgehend verkürzt hat. Schon zuvor im ersten Akt wird deutlich, dass die beiden Schwestern ihre Ehemänner über Briefe und Fotografien kennengelernt haben (Lear, S. 6); bereits beim Besuch der Mauer wird das Motiv der map eingeführt, das die konkrete Erfahrungsrealität überlagert und zugleich in der Reduktion verfälscht. Dies deutet voraus auf die handlungsdeterminierende Bedeutungsamkeit der map im dritten Akt, die das Verhalten der Menschen hier in einer nunmehr eindeutig irreführenden Weise lenkt und damit in die Selbstzerstörung führt.

### Auseinandersetzung mit der Shakespeare’schen Folie
Obwohl Bonds Lear ein durchaus eigenständiges Werk darstellt, wird das Werk dennoch durch sein eigenwilliges Verhältnis zu dem klassischen Vorbild des König Lear bestimmt. Zwischen Bewunderung und deutlicher Abwehr schwankend, sah Bond in dieser zu den einflussreichsten Tragödien des abendländischen Theaters zählenden Vorlage entscheidende Themen, Gedanken und Strukturen seiner eigenen Dramatik vorgeprägt, aber dennoch falsch behandelt. Auch Shakespeares Drama zeigt in exemplarischer Form das Hervorbrechen einer letztlich allumfassenden Gewalt aus der scheinbaren Ordnung einer privaten und gesellschaftlichen Welt, der der Familie und des Königreichs. Ganz den Vorstellungen Bonds entsprechend, sind in dem Shakespeareschen Drama ebenso die unterschiedlichen psychologischen und politischen Dimensionen der Gewalt in ein und derselben Mechanik eng aufeinander bezogen. Vom Ende der Tragödie aus betrachtet, erlangt das dramatische Geschehen bei Shakespeare zugleich eine historische Perspektive, die durchaus pessimistisch gestimmt zu sein scheint.
So zeigt sich Bond, der die Begegnung mit Shakespeare bei einer Macbeth-Darstellung zu seinen Urerlebnissen zählt, durchaus fasziniert von König Lear und begreift diesen, wie er im Vorwort zu Bingo schreibt, als einen der radikalsten Sozialkritiker, der je erschaffen wurde: “Shakespeare created Lear, who is the most radical of all social critics” (Bingo, Preface, S. VII).
Gleichzeitig sieht Bond es jedoch als seine eigentliche Aufgabe an, Shakespeares „große tragische Vision vom wahnsinnigen Leiden an einer wahnsinnigen Welt für die Gegenwart weiterzudenken.“ Insofern wird sein Lear zur Abrechnung mit Shakespeare und bildet dessen Antithese.
Auf diesem Hintergrund nimmt Bond in seinem Drama zwar Impulse aus Shakespeares Werk auf, gestaltet diese jedoch grundlegend neu, um die bei Shakespeare unausgeführten politischen Konsequenzen der tragischen Verblendung Lears aufzuzeigen. Beginnt Shakespeares Werk mit der Reichsteilungszeremonie und der Liebesprobe der Töchter Lears, so zeigt Bond demgegenüber in der Eingangsszene seines Werks Lear bei der Inspektion des großen Mauerbaus. Die Gemeinsamkeit beider Lears besteht in ihrer allerdings unterschiedlich begründeten Verblendung, die dazu führt, dass beide Titelfiguren schon zu Beginn Schuld auf sich laden und dafür durch ein leidvolles weiteres Leben vor ihrem Tode grausam büßen müssen.
Ist Shakespeares Lear in der Anfangsszene in eine Scheinwelt verstrickt, die ihn sowohl die politische Gefährlichkeit der Reichsteilung als auch die Liebesbekundungen seiner Töchter und damit die Natur der Liebe an sich verkennen lässt, so verkennt Bonds Lear demgegenüber die Gefährlichkeit des Mauerbaus und der damit ausgelösten Gewaltspirale.
Indem Bond allerdings das Bild Shakespeares von der Reichsteilung zum Mauer-Bild umgestaltet und das Interesse von den individuellen Charakteren und deren Verhalten abzieht, präzisiert er die bei Shakespeare angelegte, aber nicht ausgeführte Botschaft: Die menschliche Ordnung basiert auf unmenschlicher Autorität; Schutzgarantien machen die vermeintlich Beschützten zu Opfern.
Um die Akzentverschiebung und Abgrenzung von der seines Erachtens falschen Behandlung der Gewalt-Thematik bei Shakespeare deutlich zu markieren, kappt Bond die Shakespeare’schen Handlungsverläufe, entindividualisert die Charaktere oder Einzelschicksale und ebnet die kosmischen und moralischen Dimensionen der Shakespeareschen Tragödie ein. Während Shakespeares Werk noch teilweise emotional aufgeladene Ortsverweise wie Dover und „France“ enthält, lässt Bond die Schauplätze seines dramatischen Handlungsverlaufs geografisch und historisch unbestimmt und weist den Geschehnissen damit eine zeitlose, universelle Gültigkeit zu.
Die Selbsttäuschung des Lear erwächst bei Shakespeare aus dessen individuellen Charaktereigenschaften und wird auf der Ebene der Familienbeziehungen durch die Gloucester-Handlung parallelisiert, der ebenso wie Lear die wahre Natur seiner Kinder verkennt und dessen Verblendung ebenso in seinem individuellen Charakter wurzelt.
Shakespeare verdoppelt derart die Thematik der Verblendung bei zwei unterschiedlichen Charakteren in separaten Handlungssträngen; Bond nimmt zwar im Prinzip dieses Motiv auf und weitet es aus, jedoch indem er im Kontrast zu Shakespeare die Anteilnahme des Publikums an Lears persönlichem Charakter reduziert, die Gloucester-Handlung völlig fallen lässt und insbesondere den Vorgang in der Eingangsszene bei Shakespeare durch die zugleich prägnantere und universelle Metapher und Symbolik des Mauerbaus ersetzt.
Bond beschränkt sich zudem auf zwei Töchter Lears, Bodice und Fontanelle, und streicht die Tochterrolle Cordelias, da er in ihr eine Gefahr sieht für ein falsches Verständnis der grundlegenden Gewaltproblematik. Seine Figur der Cordelia hat weder im Hinblick auf ihre Herkunft noch in ihrem Charakter oder in ihrer dramatischen Funktion irgendwelche Gemeinsamkeiten mit der jüngsten Lear-Tochter Shakespeares. Auf die Figur des Intriganten Edmund wird in Bonds Lear verzichtet; ein Teil seiner dramatischen Funktion wird jedoch auf Warrington übertragen. Die Rolle Kents als des getreuen Ratgebers des Shakespeareschen Lear entfällt in Bonds Drama; der Old Councillor, der zum Überläufer wird und bereitwillig dem neuen Regime dient, stellt allenfalls ein Zerrbild Kents dar.
Zudem verzichtet Bond in seinem Werk auf die Figur des Narren und dessen kritische Kommentierung des Geschehens. Stattdessen führt er die Figur des Totengräbersohnes und seines Geistes ein, der in gewisser Weise wie der Narr bei Shakespeare eine Art von Kontrastfunktion übernimmt: Während Bonds Lear noch kurz vor seinem Tode nicht weiß, wie er leben soll, bezeugt der Geist dagegen seine Zufriedenheit mit seinem früheren idyllischen Leben. An einzelnen Stellen übernimmt das Gespenst darüber hinaus Aufgaben, die bei Shakespeare dem Narren zufallen, indem er dazu beiträgt, das Vordergründige und Augenscheinliche in universellere Zusammenhänge zu rücken.
Wenngleich Bond das Figurenensemble der Vorlage Shakespeares grundlegend umgestaltet, um es für seine Zwecke nutzen zu können, bleibt dennoch an verschiedenen Stellen ein Nachklang einzelner Szenen oder Szenenteile aus der Shakespeare’schen Vorlage erhalten, beispielsweise in dem Bild der Krone, die bei Shakespeares Lear aus Feldblumen besteht (König Lear, IV.6), während dem entmachteten Lear Bonds ein „square frame“ in der grausamen Folterszene aufgesetzt wird (Akt II, Sz.6, S. 63), der ihn selber ironischerweise wieder zum König werden lässt.
Ebenso hat die „Mock-Trial Scene“ (III,6), in der Shakespeares Lear in seinem Wahnsinn über seine Töchter zu Gericht zu sitzen glaubt, den Zuschnitt der Szene II,1 bei Bond beeinflusst, obwohl dieser ausdrücklich die Zuordnung dieser Szene als politischen Schauprozess umwandelt. Zudem liefert diese Szene Shakespeares für Bond den Impuls, in seinem Werk in Szene 6 im zweiten Akt mit grauenvoller medizinischer Präzision die Autopsie Fontanelles auf offener Bühne durchzuführen. Shakespeares Lear verfügt in seinem Wahn die „Anatomisierung“ seiner Tochter Regan, um festzustellen wie das Böse in ihr Herz gelangte (“Then let them anatomize Regan, see what breeds about her heart”, III,6, 73 f.). Bonds Lear begleitet den abscheulichen Vorgang der Zerlegung des toten Körpers seiner Tochter Fontanelle mit einer ähnlichen, an Shakespeares Lear anklingenden Frage: “But where is the ... She was cruel and angry and hard ... Where is the beast?” (II,6, S. 59). Sucht Lear bei Shakespeare nach dem Bösen in der Natur des Menschen, so nimmt Bond hingegen das Zitat wörtlich, um zu zeigen, dass das Böse ganz im Gegenteil in der Gesellschaft liegt, die diese Natur vergewaltigt.
Mehrere sprachliche oder szenische Bilder, die Bond nutzt, um die Situation des Menschen in einer repressiven Gesellschaftsordnung zu veranschaulichen, wie etwa das eingefasste Wasser, das sich in Blut und Wüste verwandelt (S. 26) oder das symbolische Bild vom Tier im Käfig bzw. des gefangenen Vogels sind zwar bei Shakespeare punktuell vorgegeben, werden von Bond jedoch ausgebaut und aufeinander bezogen. Dabei kopiert Bond an keiner Stelle einfach die Shakespeare’sche Folie, sondern verleiht ihr durch seine Umgestaltung oder Abwandlung in veränderten thematischen oder symbolischen Bezugssystemen eine neue dramatische Wirkung. Dies gilt ebenfalls für die Spiegelszene (II,6), die in ihrer Anlage und Durchführung an die Abdankungsszene in Shakespeares Richard II (IV,1,268) erinnert.
Bond nutzt freilich nicht nur die Metaphorik zur Verdeutlichung seiner Aussage, sondern versucht darüber hinaus psychische und politische Vorgänge zu klären, indem er sie auf ihre zwangsläufigen Motive und strategischen Muster zurückführt. So demonstriert Bonds Lear zu Beginn die blinde Staatsautorität weitaus nachdrücklicher als Shakespeares Lear, der allein die Selbsttäuschung und Verblendung eines zornigen alten Mannes zum Ausdruck bringt. Im Hinblick auf Lears Töchter geht es Bond im Gegensatz zu Shakespeare weder um boshafte Heuchelei und anschließende Undankbarkeit noch um Wahrhaftigkeit und Liebe, auch nicht um die charakterliche Gegensätzlichkeit, sondern einzig um die Gegenüberstellung zweier Formen der aus der Unterdrückung entstehenden Gegenbewegung, die aristokratischen Revolte zum einen und den Volksaufstand zum anderen.
Während Shakespeares Cordelia noch affirmativ den Gedanken einer übergeordneten gerechten kosmischen Ordnung im Weltgefüge bekräftigt, indem sie ihrem Vater zur Rettung kommt und die alte sinnerfüllte Ordnung und Gerechtigkeit wiederherzustellen versucht, zieht Bond sowohl die religiösen Obertöne als auch das Charakterinteresse an der Figur ab und zeigt eine konterrevolutionäre Cordelia, die schließlich nur die repressiven und Gewalt auslösenden Strukturen des einstigen Lear-Staates einschließlich der Mauer wiederbringt. Shakespeares Cordelia ist aus Bonds Sicht eine gefährliche Cordelia, da sie eine zwar utopische, aber nur vermeintlich gerechte Ordnung restaurieren möchte und damit für das Publikum die falschen Signale aussendet. Seine Cordelia verkörpert demgegenüber keine revolutionäre Heilsbotschaft; in ihrem Regime manifestieren sich nur ein weiteres Mal die alten Strukturen der Gewaltsamkeit im Grauen des Krieges, in der politische Willkürjustiz und der despotischen Herrschaftsordnung – als Gegenwelt erscheint in Bonds Werk nur ein weiteres Mal die zwangsläufig bedrohte Schein-Idylle im Wald.
Die Reduktion der kosmischen Dimensionen des Shakespeareschen Lear, die eine göttliche Weltordnung voraussetzen, trifft schließlich in Bonds Werk auch die Titelfigur selber und ihren leidvollen Erkenntnisweg. Verweist die Aufruhr der Natur in und um Lear bei Shakespeare noch auf die gestörte Ordnung eines Universums, so liegt das Leid von Bonds Lear in der Erniedrigung und Qual durch die übersteigerten, individuell unmotivierten Formen eben jener Gewaltordnung, die er zuvor selber noch autoritativ verkörpert hatte. Die Darstellung dieser Gewalt wirkt bei Bond dabei härter und grausamer als bei Shakespeare, da sie nicht durch Verweisungen auf Vorstellungen einer höheren, Gerechtigkeit wiederherstellenden Ordnung oder auf Märtyrertum und Gnade abgemildert wird.
In Bonds Werk finden sich derart zwar verschiedene Anleihen oder Rückgriffe auf die Vorstellungs-, Handlungs- und Bildmuster der Shakespeare’schen Vorlage, die in ihrer Bedeutung jedoch umgekehrt und gegen Shakespeare gewendet werden. Wird bei Shakespeare die Denaturierung des Humanen noch auf den Abfall von der sozialen und moralischen Ordnung zurückgeführt, so lastet Bond die Deformierung des Menschlichen dieser Ordnung selber an. Gewinnt Shakespeares Lear in seinem Wahnsinn Einsicht in den durch die Verletzung der göttlichen Ordnung hervorgerufenen chaotischen Zustand der Welt, so durchschaut Bonds Lear in seiner Umnachtung demgegenüber schließlich die Fragwürdigkeit der moralischen Ordnungsprinzipien als solche.

### Geschichtsbild
Während in der Vorlage Shakespeares noch der historische Konflikt des frühen 17. Jahrhunderts zwischen der brüchig werdenden alten feudalen Ordnung und dem beginnenden neuzeitlichen oder frühbürgerlichen Individualismus seinen Niederschlag findet, dehnt Bond die historische Perspektive seines Stückes bis in das 20. Jahrhundert hinein aus und erweitert sie zu einem universalen Geschichtsmodell, dass auch die revolutionären Aufstände und Volksbewegungen der frühen Gegenwart einbezieht.
Zu Beginn des Lear wird ein feudal-strukturiertes Sozial- und Herrschaftssystem präsentiert, dessen autokratischer Herrscher Lear als despotischer Patriarch auftritt. Seine Politik ist noch von primitiven, gleichsam magischen Vorstellungen über die Gesetze des Blutes und der Rache bestimmt. Leiden und Tod der Arbeiter an der Mauer sind für ihn als König notwendige Blutopfer, um das Reich vor bösen Mächten von außen zu beschützen. Gleichzeitig versucht Bond allerdings durch eine Vielzahl von Anachronismen eine eindeutige Festlegung auf eine bestimmte historische Epoche zu vermeiden. Diese anachronistischen Elemente sind keine bloßen Einsprengsel, sondern strukturell bedeutsam, da für Bond die Mythologie der Herrschaft, die ihren Ursprung in einer frühen Phase der menschlich Geschichte hatte, dennoch bis in die Gegenwart fortwirkt und immer noch zur Rechtfertigung von Gewalt und Machtausübung genutzt wird. Auch der Mauerbau umfasst nach Bonds Intention ebenso Monumentalbauten moderner Diktaturen und deutet auf die mythisch-sankrosankte Aura, die den Patriotismus und die nationalen Kriege bis in die Gegenwart weiterhin kennzeichnen.
Nach Lears Entmachtung folgt die Herrschaft seiner beiden Töchter Bodice und Fontanelle, die sich zunächst von der irrationalen despotischen Herrschaft ihres Vaters abgrenzen und sich als Vertreterinnen einer aufgeklärten, pragmatischen und vernunftorientierten Politik ausgeben. Die Vorstellung einer Blutrache ist für sie absurd und den Konflikt mit den Herzögen – für Lear noch auf einer Feindschaft aus grauer Vorzeit gegründet – betrachten sie als leicht lösbar. Ihre nachfolgende Kriegsführung ist weitaus rationeller und strategisch effizienter als die des abgesetzten Lear, der aus der Erinnerung an vergangene heroische Siege stets mit denselben Aufmarschplänen seine Kriegsführung betreibt.
Erscheint die politische Macht nun im Gewand der common sense und der aufgeklärten Herrschaftsausübung, so stellt sie sich dennoch ebenso inhuman dar wie in der vorangegangenen archaischen Form. Nicht ohne Grund lässt Bond unmittelbar nach der Kriegsratsszene (I,3) die äußerst brutale Folterung Warringtons durch die Schwestern folgen, deren Grausamkeit und Brutalität sich von allen pragmatischen Zwecken verselbständigt hat und sich nicht einmal mehr auf einen politischen Mythos berufen kann.
Der in der Folterszene drastisch zur Schau gestellte Sadismus Fontanelles veranschaulicht allerdings eindeutig die aus der Verzweiflung und Hilflosigkeit (“Father! Father!”) resultierende, destruktive Energie, die sich in ihrer eigenen unterdrückten und von der eigenen Natur entfremdeten Psyche angestaut hat. Der Pragmatismus, den die Schwestern zu verfolgen scheinen, erweist sich schon nach kurzer Zeit als bloße Selbsttäuschung bzw. als reiner Selbstbetrug. Darüber hinaus geht er ebenso als eine subtile Form der social morality gewaltsam über die Bedürfnisse der Einzelnen, auch der Schwestern selber, hinweg. Konkret zeigt Bond dies am Beispiel der Vernunftheirat der Schwestern in einer Szene, in der sich der Umschlag von sexueller Frustration in Aggressivität eingängig nachvollziehen lässt (S. 10 f.) Bond verwirklicht hier Gerd Stratmann zufolge in exemplarischer Weise seine theoretische Forderung, „psycho-analytische Begriffe auf Politik“ anzuwenden.
Die blutige „Realpolitik“ von Bodice und Fontanelle wird abgelöst von der revolutionären Bewegung Cordelias, die selber im wahrsten Sinne des Wortes ein brutal vergewaltigtes Opfer der von den Schwestern etablierten „vernünftigen“ Gesellschaftsordnung ist. Die von ihr geführte revolutionäre Bewegung rechtfertigt den gleichermaßen gewaltsamen Umsturz mit einer allerdings vagen Utopie einer modernen Gesellschaftsordnung, die ein neues Leben der Menschen in einer friedlichen und solidarischen Gemeinschaft und damit den Traum einer Gesellschaft ohne Unterdrückung und Repression ermöglichen soll (Lear, III,3, S. 83f.).
Unter Berufung auf eben diesen utopischen Traum einer gewalt- und herrschaftsfreien Gesellschaft führt sie jedoch in einer an den Stalinismus erinnernden Form ihre grausamen Säuberungsaktionen durch, erlässt Gesetze mit rückwirkender Geltung und setzt den Bau der Mauer fort. Diese erneute Etablierung einer despotischen Willkür- und Gewaltherrschaft erfolgt dabei wiederum zwangsläufig in dem zirkulären Mechanismus von Gewalt und Gegengewalt, wobei Bond an der Unausweichlichkeit dieses universellen historischen Kreislaufs auch in der revolutionären neuen Volkserhebung keinen Zweifel aufkommen lässt: Die gleichsam „stalinistische“ Entwicklung ist eine nicht abzuwendende Folge der Gewaltsamkeit der Revolution als solcher, wie sich von vornherein eindeutig aus der revolutionären Kampfparole “To fight like us you must hate” (S. 44) ergibt. Die anschließend von Bond gezeigten Grausamkeiten in der revolutionären Umwälzung sind von daher keine bloße Zufälligkeit, sondern strukturell im dramatischen Handlungsablauf schlüssig integriert. Der Hass, dem Cordelias Regime seine Entstehung verdankt, erzeugt, wie Gerd Stratmann in seiner Analyse des Lear ausführt, notwendigerweise abermals Unterdrückung und Aggression durch neue rücksichtslose Gegner, gegen die das gerade erst an die Macht gekommene Regime wiederum mit einer weiteren Dogmatisierung seiner Gesellschaftsmoral, und das bedeutet gewaltsam, sich zu verteidigen versucht: Der Kreislauf setzt sich ohne Ende fort.
Bonds Darstellung der verschiedenen politischen Veränderungen und Machtwechsel soll laut Stratmann vor allem dazu dienen, deren Scheincharakter klarer zu veranschaulichen. Es wechselt bei allem gesellschaftlichem Wandel und allen politischen Veränderungen letztlich „nur das Gewand bzw. der Vorwand, hinter dem sich die immer wieder gleiche Gewalt verbirgt – sei es Lears Mythologie der Herrschaft, die angeblich pragmatische Vernunft der Schwestern oder Cordelias revolutionäre Utopie.“
Das in Lear zum Ausdruck kommende Geschichtsbild bleibt grundsätzlich statisch; dieser statische Charakter findet auch seinen Niederschlag in dem strukturellen Aufbau des Dramas. Das zirkuläre Geschehen der Haupthandlung in dem Kreislauf der Gewalt mit seinen zahlreichen Wiederholungen und Variationen wird nur unterbrochen durch die eingeschobenen „Volksszenen“, die nicht die Handlung vorantreiben, sondern die namenlosen Opfer des dramatischen Handlungsablaufs präsentieren: unter anderem die Arbeiter an der Mauer (I,1), die Wachsoldaten (I,3), den Konvoi der politischen Gefangenen (I,5–6) oder die Bauernfamilie (II,7). Derartige Szenen verdeutlichen nach Stratmann in Bonds Lear sozusagen stichprobenartig das Leiden und die Ohnmacht des Individuums, das bei allen im Drama gezeigten historischen und politischen Veränderungen gleich bleibt. Aus Sicht der Opfer ist nichts geschehen; ihre Situation hat sich nicht verändert. Sie sind nach wie vor der anonymen institutionellen Gewalt der Gesellschaft ausgeliefert, unabhängig von deren konkreter historischer Ausprägung. Die gesellschaftliche Gewalt hat stets einzig eine neue Rechtfertigung bzw. ein neues Etikett gefunden.
Sogar die jeweiligen Legitimierungen der Gewaltanwendung unterscheiden sich im Grundsätzlichen kaum: Ebenso wie Cordelia glaubte auch Lear vor seiner Absetzung grausam sein zu müssen, um es einer künftigen Generation zu ermöglichen, “kind and merciful” zu sein, und auch Bodice erhoffte sich von ihrem blutigen Krieg gegen Lear, dadurch künftige Kriege und die Ausgrenzung wie auch Einsperrung durch die Mauer für alle Zeit überflüssig zu machen. Der Irrtum oder die Selbsttäuschung ist in allen drei Fällen gleich: Gewalt lässt sich nicht als Mittel benutzen und kontrollieren. Sie verselbständigt sich immer wieder und beherrscht schließlich auch diejenigen, die sie zu beherrschen glauben.

### Lears Erkenntnisweg
Im Hinblick auf die durchaus allegorisch gezeichnete historische und politische Landschaft in Lear kann der Erkenntnisweg der Titelfigur gleichermaßen als eine Art säkulare Pilgerfahrt betrachtet werden, die über genau definierte Situationen des zunehmend an Einsicht und Erkenntnis gewinnenden Lear verläuft und mit einem möglicherweise doch erlösungsversprechenden Handeln endet.
Lears Weg der Erkenntnis beginnt mit dem Bau der Mauer und damit der unmittelbaren Teilhabe an der „Erbsünde“ der Gesellschaft, sozusagen einer Anspielung auf Adam und Eva. Nach seinem Sturz sieht er sich zum ersten Mal bewusst mit einer noch nicht entfremdeten, unschuldigen Natur konfrontiert in Gestalt des Totengräbersohnes. Die völlig spontane Nächstenliebe dieser Figur und ihre naive Lebensfreude deuten Bonds eigenen Aussagen zufolge auf ein „Goldenes Zeitalter“ der Gewaltlosigkeit, zu dessen Zerstörung Lear selber beigetragen hat. Eine kurze Weile lang hofft Lear in der ländlich-idyllischen Welt des Totengräbersohnes auf ein Vergessen und eine Wiedergewinnung des verloren gegangenen Friedens seiner Kindheit:
“I slept like a child in this silence all day. It’s so long since I slept like that, I’d forgotten. ... And now I shall get well again. It’s so simple and easy here. ... I could have a new life here. I could forget all the things that frighten me – the years I have wasted, my enemies, my anger, my mistakes.” (I,7, S. 25).
Die trügerische Hoffnung Lears, alles könne nun so einfach sein, kann sich jedoch in seiner derzeitigen Lage nicht erfüllen. Lear, der zuvor die nun nicht mehr aufhaltbare unheilvolle Mechanik der
Gewalt selber in Bewegung gesetzt hat, muss hilflos zusehen, wie sie seine idyllische, inselhafte Zufluchtstätte nunmehr brutal zerstört. Die Konfrontation mit den unausweichlichen Folgen seiner einstigen Taten erlaubt kein Vergessen.
Als der Sohn des Totengräbers getötet wird, begleitet fortan sein Geist Lear auf dessen weiterem Weg. Als Gespenst hält er die Erinnerung an die verlorenen gegangene, aber dereinst dennoch wirklich dagewesene Menschlichkeit und Humanität aufrecht. Mit dieser Erinnerung kann der entmachtete und gefangen genommene Lear sich in den Kerkerszenen trösten und seinen Schmerz lindern. Aber sein weiterer Entwicklungsweg verlangt von ihm mehr als das bloß passive Ertragen seines Leidens, nämlich weitergehende Erkenntnis und am Ende des Dramas schließlich das eigene Bemühen, sich der von ihm mitverschuldeten Realität durch eigenes Handeln zu stellen.
In dieser Hinsicht stellt Bond sich völlig kompromisslos gegen Shakespeare, dessen König Lear für ihn ein „Werk blinder Resignation“ (“work of blind resignation”) darstellt. In einem Interview im Theatre Quarterly aus dem Entstehungsjahr von Lear äußert sich der Autor wie folgt:
“I wanted to explain that Lear was responsible, but that it was important that he could not get out of his problem simply by suffering the consequences and struggle with them.”
In der Schauprozess-Szene (II,1) beginnt die Selbst-Erkenntnis Lears; nach den Intentionen des Autors werden ihm in Analogie zu Shakespeare paradoxerweise im metaphorischen Sinne die Augen jedoch erst endgültig mit der physischen Blendung seiner Augen geöffnet: “I must stop her [Cordelia] before I die.” (S. 67).
Für Bond ist diese Szene der Moment der entscheidenden Einsicht: Lear erkennt hier nicht nur seine eigenen Fehler, sondern versteht, dass er sich selber aktiv engagieren muss. Der Geist des Totengräbersohnes kämpft laut Bonds eigenen Ausführungen dagegen an, da er weiß, dass Lears aktives Engagement schließlich zu seiner eigenen Auflösung führen wird.
Von dieser Textstelle an geht es in Bonds Drama nicht mehr primär um passives Erleiden oder weise Einsicht, sondern um moralisches Handeln, wie Stratmann in seiner Deutung betont. Es beginnt hier, wie Bonds eigenen Aussagen und dem Text selber zu entnehmen ist, zugleich der Konflikt Lears mit dem Geist des Totengräbersohns. Die Sehnsucht nach dem verlorenen „Goldenen Zeitalter“ bleibt nostalgisch, da dieses eben nicht mehr zurückholbar ist und aus diesem Grunde einem Engagement Lears im Wege steht. In der Tier-Metaphorik kommt dies deutlich zum Ausdruck. Der Geist fragt nach dem Tier, das er selber nie gesehen haben will (S. 38), als Lear in der Gerichtsszene zum ersten Mal sein eigenes eingesperrtes Selbst im Spiegel erblickt. Solange Lear selber nicht über die Einsicht in die äußerlich verborgene, eigene innere biologische Unschuld verfügte, war er nicht in der Lage, die Möglichkeit der eigenen Perversion durch die Verstricktheit in die soziale Moral zu erkennen. Daher konnte er gegen den Appell einer bereits unterdrückten und entfremdeten Welt bislang nur die mehr und mehr verblassende träumerische Vision ihres paradiesischen Ursprungs setzen, die der Geist des Totengräbersohnes mit folgenden Worten artikuliert: “I thought you’d forget all this: crowds, wars, arguments ... We could have been happy living here. I used to be happy.” (S. 82).
In diesem Zusammenhang wird der Geist im Verlauf des dritten Aktes zunehmend zur inneren Stimme der Verführung Lears, die ihn „in eine träumerische Weltvergessenheit locken und von allem sozialen Handeln abbringen will.“
Lear gelingt es jedoch, sich dieser Versuchung zu widersetzen. Er unterliegt zwar noch Irrtümern und muss seine noch vorhandenen Illusionen aufgeben, beispielsweise die, dass er in der kleinen ländlichen Kommune in der Gemeinschaft von Freunden eine private Gegenwelt des Mitleids und des Friedens aufbauen könne. Die Gewalt lässt sich indes nicht aufhalten. Cordelias Soldaten spüren die Flüchtlinge auf, denen Lear Zuflucht geboten hat, und führen sie zur Hinrichtung ab. In diesem zentralen Moment erkennt Lear seinen eigenen Irrtum: Er hat nichts weiter getan, als eine neue Mauer von „netten Leuten“ (“nice people”) um sich herum zu errichten.
Als illusionär erweist sich an dieser Stelle auch seine Hoffnung, der außen herrschenden Gewalt einzig mit lehrenden Worten und Mahnungen entgegenwirken zu können. Indem Lear in dunklen Parabeln oder Gleichnissen wie dem des eingesperrten und gekreuzigten Vogels zu der Menge spricht und Mitleid predigt, wird er zunächst auch durch weitere Anspielungen in die direkte Nähe der Christusgestalt und der christlichen Erlösungsperspektive gestellt. Aber angesichts der „Realität der Schergen und Soldaten bleibt das bloße Wort ohnmächtig, erweist sich das neutestamentliche Vorbild als betrügerischer Trost“. So sagt Lear dann schließlich: “If I saw Christ on the cross I would spit at him.” (S. 76).
Lear bleibt fortan nur noch die Alternative einer Tat, die sich, ohne selber gewaltsam zu werden, gegen die konkrete gesellschaftliche und staatliche Gewalt der Herrschenden richtet. Nunmehr muss er, nachdem er sich selbst aus dem inneren Gefängnis seiner eigenen Entfremdung gelöst hat (“I left my prison ...”, S. 80), die Große Mauer, die er selbst zu bauen begonnen hatte und die nun die ganze Gesellschaft eingesperrt hat, niederreißen. Dies kann er in seiner Lage freilich nur noch in einem symbolischen Akt leisten, gewissermaßen stellvertretend für die gesamte Menschheit.
Dieser demonstrative symbolische Akt Lears am Ende des Dramas führt zu seinem physischen Tod durch Erschießung; aber auch der Geist des Totengräbersohnes muss nach seiner schleichenden Auflösung sterben, da der Mensch nach Bond sich mit dem endgültigen Verlust seiner ursprünglichen Unschuld und seines Goldenen Zeitalters abfinden muss, um so vielleicht die – wenn auch kleine – Chance zur Erlangung einer neuen Unschuld und dem Beginn einer neuen Zeit der Gewaltlosigkeit und des Friedens zu erhalten. Aus Bonds Sicht wäre ein Festhalten an dem romantisierenden Traum der Rückkehr in einen paradiesischen Urzustand politisch äußerst gefährlich.

## Werkgeschichtliche Zusammenhänge
Die Auseinandersetzung mit der Gewalt-Thematik nimmt in Edward Bonds gesamten dramatischen Schaffen eine zentrale Stellung ein. Bereits in seinen früheren Stücken The Pope’s Wedding (1962), Saved (1965), Early Morning (1968), Narrow Road to the Deep North (1969) sowie in seinen Einaktern Black Mass (1970) und Passion (1971) versucht er, das Leiden an dem Grausamen, Tückischen und absolut Inhumanen als Grundsubstanz des menschlichen Wesens und der menschlichen Gesellschaft zu ergründen. Ebenso schließt auch das auf Lear folgende Drama The Sea (1973), das Bond zwar dem Genre der comedy (Komödie) zuschreibt, trotz der Fülle burlesk-farcenhafter Elemente mit einer düsteren und hoffnungslosen Sinndeutung des menschlichen Lebens. In The Sea greift Bond dabei in besonderem Maße auf die in Lear später ausgeprägteren abstrakten Muster seiner eher pessimistischen Weltsicht zurück. So heißt es dort an einer Schlüsselstelle des Stückes: “If you look at life closely it is unbearable. What people suffer, what they do to each other, how they hate themselves, anything good is cut down and trodden on ...”. Mit ähnlichen Worten könnten ebenso zentrale Aussagen, die sein Lear dem Publikum zu vermitteln sucht, umschrieben werden.
In dem gesamten dramatischen Werk Bonds ist es dabei das Hauptanliegen des Autors, diese Pervertierung der menschlichen Natur durch die Gewalt, ob sie nun von staatlichen Machtapparaten, von repressiver Justiz und Verwaltung oder vom kapitalistischen oder technokratischen System ausgeht, aufzudecken. Vermittelt über die aggressiven Gegenreaktionen der Opfer und Betroffenen versucht Bond jedoch immer wieder, trotz seiner scheinbar pessimistischen Sichtweise, beim Publikum Mitleid und Menschlichkeit zu wecken, um derart mit Optimismus Möglichkeiten einer Veränderung aufzuzeigen.
Bereits in den frühen Stücken The Pope’s Wedding und Saved, die noch realistisch im Arbeiter- und Halbstarken-Milieu angesiedelt sind, spitzt Bond wie in Lear das dramatische Geschehen pointiert auf szenische Einzelbilder zu; schon in Early Morning und Narrow Road to Deep North versucht er, diese szenischen Einzelbilder durch Verfremdung mit anachronistischen oder archetypischen Elementen aus ihrer realistischen Konkretheit zu lösen – ein Verfahren, das er in The Sea weiterentwickelt und in Lear perfektioniert.
Die ausgeprägte Tendenz Bonds, in seinen Stücken gewalttätige Szenen in vielfältiger Variation darzustellen und detailliert auf der Bühne auszumalen, lässt nicht zuletzt aufgrund der bei Publikum erzeugten schockartigen Effekte auf den ersten Blick eine Nähe des Bondschen Werks zum Theater der Grausamkeit im Artaudschen Sinne vermuten und hat verschiedentlich in der Kritik zu einer solchen Eingruppierung geführt. Bond selber hat sich jedoch wiederholt in eindeutiger Form von einer derartigen Einordnung distanziert und sein Werk im Gegensatz dazu als rational theatre, mithin als Theater der Vernunft, bezeichnet, da es aus seiner Sicht nicht die Aufgabe des Theaters ist, den Zuschauer psychologisch zu schockieren, wie Artaud dies forderte, sondern vielmehr das Publikum mit einer kritischen Analyse des Zustands der modernen Gesellschaft zu konfrontieren. Allerdings bleibt auch im Bondschen Werk ein gewisses Spannungsverhältnis bestehen zwischen den Polen einer drastischen Schockwirkung auf der Bühne einerseits und der Intention, eine rationale Gesellschaftsanalyse zu bieten, andererseits.
Wie in dem Deutungsansatz weiter oben ausgeführt, werden die in Lear dargebotenen vielfältigen Manifestationen der staatlich-institutionellen Machtausübung im Wesentlichen vermittelt durch eine Fülle austauschbarer anonymer Akteure. Diese Ebene des Dramas impliziert eine gewisse Affinität zum absurden Theater. Bonds Intention zielt jedoch keinesfalls auf die Darstellung der Absurdität eines sinnlosen Weltgefüges, das es in seiner Unveränderlichkeit einfach nur leidvoll auszuhalten gilt; es geht ihm vielmehr um das Ausloten des Ursprungs der Gewalt und damit der Chance einer politisch-sozialen Veränderung. Aus diesem Grunde hat Bond auch nachdrücklich dem „absurden“ King Lear, wie ihn der polnische Literatur- und Theaterwissenschaftler Jan Kott in der Shakespeare’schen Tragödie zu erkennen glaubte, eine Absage erteilt.
In jüngerer Zeit wird das dramatische Schaffen Bonds und insbesondere sein Lear häufiger mit der Brechtschen Dramenkonzeption des Epischen Theaters verglichen. Sowohl das sozial-politische Engagement Bonds, der unverkennbar politische Gehalt seiner Aussagen und Themen, aber auch der montageartig episodische Aufbau seiner Stücke, deren Verfremdungseffekte und die teilweise vorhandene explizite Einführung einer epischen Erzählerfigur (etwa in The Passion oder Narrow Road into the Deep North) lassen zwar durchaus Gemeinsamkeiten erkennen, die eine gewisse Berechtigung haben und von Bond selber befördert wurden; Bonds Werke entfalten jedoch letztlich eine völlig andersartige Wirkung. Bond hat dementsprechend sich in seinen programmatischen Aussagen vom Brechtschen Verfremdungseffekt distanziert und stattdessen den sogenannten aggro-effect hervorgehoben, der von seinen Stücken ausgehe. Dessen Funktion sei es, den Zuschauer nicht wie bei Brecht rational zu distanzieren, sondern vielmehr betroffen zu machen durch eine Verstrickung in das Bühnengeschehen.
Die Einlassung und Auseinandersetzung mit dem Phänomen Shakespeare, die in Lear ihren Anfang nimmt, führt Bond 1972 in Bingo in einer direkteren und radikaleren Form fort. Während es Bond in Lear vor allem darum geht, das Vorbild der großen Tragödie Shakespeares als literarisches Werk kritisch zu hinterfragen und die Klassikerverehrung zu demontieren, setzt er sich in Bingo demgegenüber mit der Widersprüchlichkeit der historischen Persönlichkeit Shakespeares als Autor einerseits und Geschäftsmann andererseits kritisch auseinander. Dramatisiert werden hier die letzten Lebensmonate des großen Elisabethaners, der sich als wohlhabender Bürger nach Stratford zurückgezogen hat. Bond zeigt in Bingo Shakespeare als vereinsamten Menschen, am Leben verzweifelnd, in kraftloser Passivität. Seine familiären Beziehungen zu Frau und Tochter sind zerrüttet; in dem sich anbahnenden Konflikt zwischen Großgrundbesitzern und verarmten Pächtern verzichtet er darauf, Stellung zu nehmen, um seine eigenen finanziellen Interessen nicht zu gefährden. Seine dramatische Schaffenskraft ist erloschen, denn er hat nichts mehr, über das er schreiben könnte, so dass er schließlich Selbstmord begeht, gequält von der Frage, ob er mit seinem Schaffen überhaupt etwas bewirkt habe.

## Rezeptionsgeschichte und Kritik
In der Londoner Uraufführung des Stückes im September 1971 am Royal Court Theatre unter der Regie von William Gaskill, an deren Inszenierung Bond selber aktiv mitarbeitete, trat die Titelfigur Lear zunächst in einem Zarenmantel, später als eine auf Tolstoi verweisende Gestalt auf; Cordelia wurde Bonds Absicht entsprechend in einer Weise präsentiert, die an die Frau Lenins erinnern sollte. Der Text des Werkes legt solche Parallelen in bestimmter Hinsicht durchaus nahe; das Theaterpublikum reagierte jedoch, schockiert durch die Fülle der offen auf der Bühne äußerst drastisch dargebotenen Grausamkeiten, überwiegend mit Verärgerung.
Im Herbst 1972 wurde Lear dem deutschen Publikum in der Inszenierung von Peter Palitzsch in Frankfurt vorgestellt; weitere Aufführungen in Bonn und München folgten, die bei den Zuschauern größtenteils den Eindruck bestärkten, dass es dem Autor vorrangig um krasseste Effekte gehe. Die Häufung der Gräuelszenen wurde als abstoßend empfunden; zumindest zeigten sich die meisten Zuschauer und Kritiker von dem Werk überfordert. Dies führte dazu, dass Lear beim Publikum zunächst einen Ruf als „Horrorstück“ hatte.
Neben den krassen theatralischen Effekten wurde ebenso die Überlänge und die Häufung gleichartiger Szenen kritisiert, die für das Publikum nach Ansicht der damaligen Rezensenten überaus anstrengend war.
Nach weiteren unbefriedigenden Aufführungen in Ulm und Wien 1972 vermochte erst die Inszenierung von Hans Lietzau am Schiller-Theater in Berlin im Juni 1973 zu überzeugen. Gespielt wurde hier in einer Art von Sandkasten; die Schauspieler trugen Strumpfmasken. Es wurde in dieser Aufführung im Unterschied zu den vorherigen Inszenierungen nicht der Versuch unternommen, für das allegorische Geschehen eine realistische Kulisse zu schaffen.
In der Wiener Inszenierung von 1973, in der Bond selber Regie führte, wurde dann eine nach dem Urteil der Kritiker „äußerst sanftmütige Aufführung“ präsentiert.
Trotz der ursprünglich vernichtenden Verrisse wurde das Stück im deutschsprachigen Raum spätestens ab den 1980er Jahren von den Kritikern oftmals als das „deutscheste“ Stück Bonds teils mit Begeisterung gefeiert, teils noch mit einem leichten Unbehagen aufgenommen. Mittlerweile gehört Bonds Drama zu den klassischen Standardwerken des modernen angelsächsischen oder sogar europäischen Theaters und steht nach wie vor regelmäßig auf dem Spielplan der Bühnen auch im deutschsprachigen Raum.
In der literaturwissenschaftlichen Analyse wird Bonds Lear in der Tradition der Wirkungsgeschichte Shakespeares aus heutiger Sicht überwiegend als eine der bedeutsamsten und zugleich eigenständigsten Einlassungen mit dem Shakespeare’schen Werk verstanden, das gleichermaßen unterschiedliche Einflüsse und Tendenzen aus den letzten Jahrzehnten aufgreife und in gelungener Form zu einer Einheit füge. Besonders hervorgehoben wird dabei die historisch-politische Tiefe seiner Aussagen, die in bestimmten Bereichen noch über Shakespeare hinausgehe und Lear zu einem modernen Archetyp mache.
Aufgrund seiner hohen Affinität zu zentralen Thesen der gegenwärtigen Shakespeare-Auslegung hat Bonds Lear zudem trotz seiner dramatischen Eigenständigkeit zugleich die heutige Shakespeare-Rezeption mitgeprägt.
In der jüngeren Literaturkritik wird Lear als ein Werk gelobt, das seinem Verfasser einen Platz unter den bedeutendsten englischen Dramatikern der Nachkriegszeit gesichert habe. Lear sei auf eine geradezu unheimliche Weise vorausschauend und habe bislang keineswegs seine Geltungskraft und Aktualität verloren.

## Ausgaben

### Englische Einzelausgaben
- Edward Bond: Lear. Methuen 1972. Neuauflage Bloomsbury Methuen Drama 2016.
- Edward Bond: Lear. New Edition, A&C Black, London 2009, ISBN 978-0-413-51950-4.
- Edward Bond: Lear. With commentary and notes. Hrsg. von Patricia Hern. Methuen Student Edition, London 1983, ISBN 0-413-51950-3.

### Englische Sammelausgabe
- Edward Bond: Plays: Lear, The Sea [u. a.], Vol. 2, Bloomsbury Methuen Drama, London 1998, ISBN 978-0-4133-9270-1.

### Deutsche Einzelausgabe
- Edward Bond: Lear. Übersetzt von Christian Enzensberger. Suhrkamp Verlag, Frankfurt 1972, ISBN 978-3-518-01322-9.

### Deutsche Sammelausgabe
- Edward Bond: Gesammelte Stücke. Erster Band: Gerettet – Trauer zu früh – Lear – Die See Taschenbuch. Suhrkamp Verlag, Frankfurt a. M. 1987, ISBN 978-3-5181-1340-0.